# Cabo de Santo Agostinho (udde)
Cabo de Santo Agostinho är en udde i Brasilien.   Den ligger i kommunen Cabo de Santo Agostinho och delstaten Pernambuco, i den östra delen av landet, 1 600 km nordost om huvudstaden Brasília.
Terrängen inåt land är platt. Havet är nära Cabo de Santo Agostinho österut. Trakten är tätbefolkad. Närmaste större samhälle är Cabo de Santo Agostinho, 12,6 km nordväst om Cabo de Santo Agostinho.